# イッサンジョー
イッサンジョー （フランス語:Yssingeaux、オック語:Sinjau）は、フランス、オーヴェルニュ＝ローヌ＝アルプ地域圏、オート＝ロワール県のコミューン。

## 地理
中央高地東部、ヴェレ地方（fr、かつてのラングドックの一部）に属する。イッサンジョー一帯はシュック地方（pays des sucs）とも呼ばれる（シュックとは、火山のドームから生じた名称）。過去10年間に経済および人口において飛躍的成長を遂げてきた。オーヴェルニュ地域圏に属しているが、ローヌ＝アルプ地域圏のサン＝テティエンヌの直接的影響を受けており、サン＝エティエンヌからの新しい住民を受け入れている。

## 人口統計
| 1962年 | 1968年 | 1975年 | 1982年 | 1990年 | 1999年 | 2006年 |
| ------ | ------ | ------ | ------ | ------ | ------ | ------ |
| 5 334  | 5 565  | 5 878  | 6 228  | 6 118  | 6 492  | 6 888  |

## 姉妹都市
- エーバースベルク、ドイツ